# Crkva sv. Petra na Priku
Crkva sv. Petra na Priku je starohrvatska crkva u Omišu iz 9. ili 10. stoljeća. Nalazi se na desnoj obali rijeke Cetine, u ispravama se prvi put spominje 1074. godine, za vladavine kralja Slavca. Podignuta je na mjestu ranokršćanskog sakralnog objekta, a u vrijeme Poljičke Republike, postala je jako važna kada se 1750. godine uz nju osnovalo glagoljaško sjemenište.
Danas je ona župna crkva sv. Petra Apostola u župi Priko-Omiš, i premda je prvorazredni spomenik kulturne baštine, crkva nije prikladna za bogoslužje jer za vrijeme obilnijih kiša poplavi crkva i njen okoliš. To se događa jer je izgradnjom okolnih zgrada spriječen odvod nakupljenenoj vodi.

## Povijest
Crkvica sv. Petra na Priku prvi put se spominje u ispravi kralja Slavca 1074. godine. Ova crkvica na desnoj obali rijeke Cetine, kraj Omiša, pripadala je starodrevnim Poljicama. Kraj crkve nalazio se je i benediktinski samostan, a potom i franjevački samostan. Splitski nadbiskup Pacific Bizza (1696. – 1756.) osnovao je 1750. godine glagoljaško sjemenište, koje je ukinuto 1879. godine.
Kako se crkva ne može koristiti za bogoslužje, zbog čestih naplava, u svibnju 2000. godine postavljena je montažna metalna baraka (prozvana „crkvom limenkom“) iza autobusnog kolodvora. U njoj je na Spasovo, 1. lipnja 2000. godine, nadbiskup Jurić zajedno sa župnikom Delićem slavio prvu misu. „Crkva limenka“ ima oko 100 četvornih metara i za sada je privremeno rješenje, dok se ne izgradi novi župni pastoralni čija izgradnja je u tijeku.

## Odlike
Crkva sv. Petra na Priku spada u bisere starohrvatskog predromaničkog sakralnog graditeljstva. Ona pripada tipu jednobrodnih kupolnih crkvi i objedinjuje longitudinalni i centralni plan. Takvo povezivanje dvaju arhitektonskih oblika tipično je i često za područje Južne Dalmacije, što svjedoči o intenzivnom bizantskom utjecaju na ranosrednjovjekovno graditeljstvo na tom dijelu jadranske obale.
Crkvica ima usklađen odnos cjeline i detalja, vanjštine i unutrašnjosti s jasno izdvojenim elementima koji tvore jedinstveno ostvarenje vrsno interpretiranog zrelog predromaničkog graditeljstva, i predstavlja svojevrsni rječnik morfoloških elemenata koji su u upotrebi na građevinama tog razdoblja. Naime, sama crkvica je duga 9 m i 25 cm, široka 5 m i 70 cm. Na zapadnom pročelju ima veliki plitki luk, dok su bočni zidovi raščlanjeni plitkim lezenama koje završavaju dvostrukim visećim lukovima. Istočni zid i pravokutna apsida su raščlanjeni plitkim nišama, jednako kao i vanjske plohe trokutnih krovnih zabata kubičnog tambura, koji završava četverostrešnim krovom. Crkvena unutrašnjost podijeljena je pilastrima i pojasnicama koje se naslanjaju na njih, na tri traveja. U središnjem i najširem je kupola na pandativima, dok istočni i zapadni travej imaju križni svod. Bočni zidovi crkvene lađe i unutrašnjost polukružnog svetišta raščlanjene su uskim polukružnim nišama.
Četiri monolitna kamena pilastra s bazama i kapitelima ukrašenim akanatusovim lišćem, dva imposta s križevima uz ulazna vrata na zapadnom, te prozorske kamene tranzene (rešetke) na južnom pročelju, pripadaju 6. stoljeću i starijoj crkvi na istom mjestu. Graditelj predromaničke crkvice koristio je ranokršćanske ulomke, vješto ih komponirajući na ovom srednjovjekovnom objektu.

## Zaštita
Pod oznakom Z-5062 zavedena je kao nepokretno kulturno dobro - pojedinačno, pravna statusa zaštićena kulturnog dobra, klasificirano kao "sakralna graditeljska baština".

## Vanjske poveznice
- Crkva sv. Petra na Priku na službenim stranicama Turističke zajednice grada Omiša.  Arhivirana inačica izvorne stranice od 23. ožujka 2010. (Wayback Machine)
- Rimokatolička župa Svetog Petra Apostola, Priko-Omiš  Arhivirana inačica izvorne stranice od 9. svibnja 2009. (Wayback Machine)